# 대한민국 제19대 국회
제19대 대한민국 국회는 2012년 4월 11일의 대한민국 제19대 국회의원 선거에 의해 국회의원을 선출하여, 같은 해 5월 30일부터 그 임기가 개시되었다. 국회 정원은 이전 회기까지 299명으로 유지되어 왔으나, 이번 회기에서 300명으로 변경되었다. 이번 19대 국회는 쟁점법안에 대한 처리요건이 150석에서 180석으로 늘어났다.

## 임기
4년 (2012년 5월 30일 ~ 2016년 5월 29일)

## 국회의 구성

### 의장·부의장
| 임기       | 2012년 7월 2일 ~ 2014년 5월 29일 | 2012년 7월 2일 ~ 2014년 5월 29일 | 2014년 5월 30일 ~ 2016년 5월 29일 | 2014년 5월 30일 ~ 2016년 5월 29일 |
| 국회의장   | 강창희                           | 강창희                           | 정의화                            | 정의화                            |
| 국회부의장 | 이병석 (새누리당)                | 박병석 (민주통합당)              | 정갑윤 (새누리당)                 | 이석현 (새정치민주연합)           |

### 국회의원

#### 정당별 구성
| 구분       | 정당       | 정당         | 2012년 총선 결과  | 2012년 총선 결과  | 2012년 총선 결과  | 2016년 임기 종료      | 2016년 임기 종료      | 2016년 임기 종료      |
| 구분       | 정당       | 정당         | 지역구            | 비례대표          | 합계              | 지역구                | 비례대표              | 합계                  |
| ---------- | ---------- | ------------ | ----------------- | ----------------- | ----------------- | --------------------- | --------------------- | --------------------- |
| 교섭단체   |            | 새누리당     | 127석             | 25석              | 152석             | 118석                 | 27석                  | 145석                 |
| 교섭단체   |            | 더불어민주당 | 민주통합당의 후신 | 민주통합당의 후신 | 민주통합당의 후신 | 83석                  | 20석                  | 103석                 |
| 교섭단체   |            | 국민의당     | 신생 정당         | 신생 정당         | 신생 정당         | 20석                  | 0석                   | 20석                  |
| 교섭단체   |            | 민주통합당   | 106석             | 21석              | 127석             | 더불어민주당으로 승계 | 더불어민주당으로 승계 | 더불어민주당으로 승계 |
| 비교섭단체 |            |              |                   |                   |                   |                       |                       |                       |
|            | 정의당     | 신생 정당    | 신생 정당         | 신생 정당         | 1석               | 4석                   | 5석                   |                       |
|            | 민주당     | 신생 정당    | 신생 정당         | 신생 정당         | 1석               | 0석                   | 1석                   |                       |
|            | 통합진보당 | 7석          | 6석               | 13석              | 위헌정당으로 해산 | 위헌정당으로 해산     | 위헌정당으로 해산     |                       |
|            | 선진통일당 | 3석          | 2석               | 5석               | 새누리당으로 합당 | 새누리당으로 합당     | 새누리당으로 합당     |                       |
|            | 무소속     | 3석          | -                 | 3석               | 17석              | 0석                   | 17석                  |                       |
| 재적       | 재적       | 246석        | 54석              | 300석             | 240석             | 51석                  | 291석                 |                       |

#### 국회의원의 당선 횟수
- 제19대 국회에서 가장 많이 선출된 횟수는 7선으로, 새누리당의 서청원, 정몽준[3](2014년 제6회 지방선거 서울시장 출마로 사퇴) 의원이다.
  - 그 다음으로 가장 많이 선출된 횟수는 6선으로, 새누리당의 강창희[4], 이인제[5], 더불어민주당의 이해찬[6] 의원이다.
- 제19대 국회의 초선 의원은 모두 148명이다. (전체 정원의 약 49.3%)
- 헌정 사상 첫 탈북자 출신의 새누리당 비례대표 조명철 의원과 이주민 출신의 이자스민 의원이다.

### 상임위원회
| 위원회                     | 이름   | 소속정당   |
| -------------------------- | ------ | ---------- |
| 국회운영위원회             | 이한구 | 새누리당   |
| 국회운영위원회             | 최경환 | 새누리당   |
| 법제사법위원회             | 박영선 | 민주통합당 |
| 정무위원회                 | 김정훈 | 새누리당   |
| 기획재정위원회             | 강길부 | 새누리당   |
| 외교통상통일위원회         | 안홍준 | 새누리당   |
| 국방위원회                 | 유승민 | 새누리당   |
| 행정안전위원회             | 김태환 | 새누리당   |
| 교육과학기술위원회         | 신학용 | 민주통합당 |
| 문화체육관광방송통신위원회 | 한선교 | 새누리당   |
| 농림수산식품위원회         | 최규성 | 민주통합당 |
| 지식경제위원회             | 강창일 | 민주통합당 |
| 보건복지위원회             | 김춘진 | 민주통합당 |
| 환경노동위원회             | 신계륜 | 민주통합당 |
| 국토해양위원회             | 주승용 | 민주통합당 |
| 정보위원회                 | 서상기 | 새누리당   |
| 여성가족위원회             | 김상희 | 민주통합당 |

| 위원회                     | 이름   | 소속정당                |
| -------------------------- | ------ | ----------------------- |
| 국회운영위원회             | 이완구 | 새누리당                |
| 국회운영위원회             | 유승민 | 새누리당                |
| 국회운영위원회             | 원유철 | 새누리당                |
| 법제사법위원회             | 이상민 | 새정치민주연합          |
| 정무위원회                 | 정우택 | 새누리당                |
| 기획재정위원회             | 정희수 | 새누리당                |
| 미래창조과학방송통신위원회 | 홍문종 | 새누리당                |
| 교육문화체육관광위원회     | 설훈   | 새정치민주연합          |
| 교육문화체육관광위원회     | 박주선 | 새정치민주연합→국민의당 |
| 외교통일위원회             | 유기준 | 새누리당                |
| 외교통일위원회             | 나경원 | 새누리당                |
| 국방위원회                 | 황진하 | 새누리당                |
| 국방위원회                 | 정두언 | 새누리당                |
| 안전행정위원회             | 진영   | 새누리당(탈당 후 사임)  |
| 농림축산식품해양수산위원회 | 김우남 | 새정치민주연합          |
| 산업통상자원위원회         | 김동철 | 새정치민주연합          |
| 산업통상자원위원회         | 노영민 | 새정치민주연합          |
| 보건복지위원회             | 김춘진 | 새정치민주연합          |
| 환경노동위원회             | 김영주 | 새정치민주연합          |
| 국토교통위원회             | 박기춘 | 새정치민주연합          |
| 국토교통위원회             | 김동철 | 새정치민주연합→국민의당 |
| 정보위원회                 | 김광림 | 새누리당                |
| 정보위원회                 | 주호영 | 새누리당(탈당 후 사임)  |
| 여성가족위원회             | 유승희 | 새정치민주연합          |

### 특별위원회
| 위원회                               | 이름   | 소속정당   |
| ------------------------------------ | ------ | ---------- |
| 예산결산특별위원회                   | 장윤석 | 새누리당   |
| 예산결산특별위원회                   | 이군현 | 새누리당   |
| 윤리특별위원회                       | 이군현 | 새누리당   |
| 윤리특별위원회                       | 장윤석 | 새누리당   |
| 동북아역사왜곡대책 특별위원회        | 남경필 | 새누리당   |
| 남북관계 및 교류협력 발전 특별위원회 | 이석현 | 민주통합당 |

| 위원회                               | 이름              | 소속정당       |
| ------------------------------------ | ----------------- | -------------- |
| 예산결산특별위원회                   | 홍문표            | 새누리당       |
| 예산결산특별위원회                   | 김재경            | 새누리당       |
| 윤리특별위원회                       | 김재경            | 새누리당       |
| 윤리특별위원회                       | 정수성            | 새누리당       |
| 동북아역사왜곡대책 특별위원회        | 남경필            | 새누리당       |
| 동북아역사왜곡대책 특별위원회        | 김세연 (직무대행) | 새누리당       |
| 동북아역사왜곡대책 특별위원회        | 이주영            | 새누리당       |
| 남북관계 및 교류협력 발전 특별위원회 | 박지원            | 새정치민주연합 |
| 남북관계 및 교류협력 발전 특별위원회 | 원혜영            | 새정치민주연합 |

## 의석 변동
| 날짜             | 이름   | 소속정당                    | 선거구                                   | 사유                                                                          | 정당별 증감 | 의석 수                                                                                          |
| ---------------- | ------ | --------------------------- | ---------------------------------------- | ----------------------------------------------------------------------------- | ----------- | ------------------------------------------------------------------------------------------------ |
| 2012년 4월 18일  | 김형태 | 새누리당 → 무소속           | 경북 포항시 남구·울릉군                  | 제수 성추행 의혹로 인한 새누리당 탈당                                         | ±1          | 새누리당 151석 민주통합당 127석 통합진보당 13석 자유선진당 5석 무소속 4석                        |
| 2012년 4월 20일  | 문대성 | 새누리당 → 무소속           | 부산 사하구 갑                           | 논문 표절 의혹로 인한 새누리당 탈당                                           | ±1          | 새누리당 150석 민주통합당 127석 통합진보당 13석 자유선진당 5석 무소석 5석                        |
| 2012년 5월 29일  |        | 자유선진당 → 선진통일당     | 당명 변경                                |                                                                               |             | 새누리당 150석 민주통합당 127석 통합진보당 13석 선진통일당 5석 무소속 5석                        |
| 2012년 7월 2일   | 강창희 | 새누리당 → 무소속           | 대전 중구                                | 국회의장 선출에 의해 새누리당 탈당 새누리당 원내 과반수 상실                  | ±1          | 새누리당 149석 민주통합당 127석 통합진보당 13석 선진통일당 5석 무소속 6석                        |
| 2012년 7월 9일   | 윤금순 | 통합진보당                  | 비례대표                                 | 통합진보당 부정 경선 사건과 관련된 사유로 사퇴                                | -1          | 새누리당 149석 민주통합당 127석 통합진보당 13석 선진통일당 5석 무소속 6석                        |
| 2012년 7월 9일   | 서기호 | 통합진보당                  | 비례대표                                 | 윤금순 의원직 사퇴에 따라 서기호 승계                                         | +1          | 새누리당 149석 민주통합당 127석 통합진보당 13석 선진통일당 5석 무소속 6석                        |
| 2012년 7월 27일  | 유성엽 | 무소속 → 민주통합당         | 전북 정읍시                              | 민주통합당 복당                                                               | ±1          | 새누리당 149석 민주통합당 128석 통합진보당 13석 선진통일당 5석 무소속 5석                        |
| 2012년 8월 16일  | 현영희 | 새누리당 → 무소속           | 비례대표                                 | 공천현금 파문로 인한 제명되어 새누리당 탈당                                   | ±1          | 새누리당 148석 민주통합당 128석 통합진보당 13석 선진통일당 5석 무소속 6석                        |
| 2012년 8월 30일  | 이명수 | 선진통일당 → 새누리당       | 충남 아산시                              | 당적변경                                                                      | ±1          | 새누리당 149석 민주통합당 128석 통합진보당 13석 선진통일당 4석 무소속 6석                        |
| 2012년 9월 7일   | 정진후 | 통합진보당 → 무소속         | 비례대표                                 | 통합진보당 제명                                                               | ±4          | 새누리당 149석 민주통합당 128석 통합진보당 9석 선진통일당 4석 무소속 10석                        |
| 2012년 9월 7일   | 박원석 | 통합진보당 → 무소속         | 비례대표                                 | 통합진보당 제명                                                               | ±4          | 새누리당 149석 민주통합당 128석 통합진보당 9석 선진통일당 4석 무소속 10석                        |
| 2012년 9월 7일   | 김제남 | 통합진보당 → 무소속         | 비례대표                                 | 통합진보당 제명                                                               | ±4          | 새누리당 149석 민주통합당 128석 통합진보당 9석 선진통일당 4석 무소속 10석                        |
| 2012년 9월 7일   | 서기호 | 통합진보당 → 무소속         | 비례대표                                 | 통합진보당 제명                                                               | ±4          | 새누리당 149석 민주통합당 128석 통합진보당 9석 선진통일당 4석 무소속 10석                        |
| 2012년 9월 13일  | 심상정 | 통합진보당 → 무소속         | 경기 고양시 덕양구 갑                    | 통합진보당 탈당                                                               | ±3          | 새누리당 149석 민주통합당 128석 통합진보당 6석 선진통일당 4석 무소속 13석                        |
| 2012년 9월 13일  | 노회찬 | 통합진보당 → 무소속         | 서울 노원구 병                           | 통합진보당 탈당                                                               | ±3          | 새누리당 149석 민주통합당 128석 통합진보당 6석 선진통일당 4석 무소속 13석                        |
| 2012년 9월 13일  | 강동원 | 통합진보당 → 무소속         | 전북 남원시·순창군                       | 통합진보당 탈당                                                               | ±3          | 새누리당 149석 민주통합당 128석 통합진보당 6석 선진통일당 4석 무소속 13석                        |
| 2012년 10월 9일  | 송호창 | 민주통합당 → 무소속         | 경기 의왕시·과천시                       | 민주통합당 탈당                                                               | ±1          | 새누리당 149석 민주통합당 127석 통합진보당 6석 선진통일당 4석 무소속 14석                        |
| 2012년 10월 21일 | 정진후 | 무소속 → 진보정의당         | 비례대표                                 | 진보정의당 창당                                                               | ±7          | 새누리당 149석 민주통합당 127석 진보정의당 7석 통합진보당 6석 선진통일당 4석 무소속 7석          |
| 2012년 10월 21일 | 박원석 | 무소속 → 진보정의당         | 비례대표                                 | 진보정의당 창당                                                               | ±7          | 새누리당 149석 민주통합당 127석 진보정의당 7석 통합진보당 6석 선진통일당 4석 무소속 7석          |
| 2012년 10월 21일 | 김제남 | 무소속 → 진보정의당         | 비례대표                                 | 진보정의당 창당                                                               | ±7          | 새누리당 149석 민주통합당 127석 진보정의당 7석 통합진보당 6석 선진통일당 4석 무소속 7석          |
| 2012년 10월 21일 | 서기호 | 무소속 → 진보정의당         | 비례대표                                 | 진보정의당 창당                                                               | ±7          | 새누리당 149석 민주통합당 127석 진보정의당 7석 통합진보당 6석 선진통일당 4석 무소속 7석          |
| 2012년 10월 21일 | 심상정 | 무소속 → 진보정의당         | 경기 고양시 덕양구 갑                    | 진보정의당 창당                                                               | ±7          | 새누리당 149석 민주통합당 127석 진보정의당 7석 통합진보당 6석 선진통일당 4석 무소속 7석          |
| 2012년 10월 21일 | 노회찬 | 무소속 → 진보정의당         | 서울 노원구 병                           | 진보정의당 창당                                                               | ±7          | 새누리당 149석 민주통합당 127석 진보정의당 7석 통합진보당 6석 선진통일당 4석 무소속 7석          |
| 2012년 10월 21일 | 강동원 | 무소속 → 진보정의당         | 전북 남원시·순창군                       | 진보정의당 창당                                                               | ±7          | 새누리당 149석 민주통합당 127석 진보정의당 7석 통합진보당 6석 선진통일당 4석 무소속 7석          |
| 2012년 11월 5일  | 김한표 | 무소속 → 새누리당           | 경남 거제시                              | 새누리당 입당 새누리당 원내 과반수 확보                                       | ±1          | 새누리당 150석 민주통합당 127석 진보정의당 7석 통합진보당 6석 선진통일당 4석 무소속 6석          |
| 2012년 11월 7일  | 이인제 | 선진통일당 → 새누리당       | 충남 논산시·계룡시·금산군                | 새누리당과 자유선진당와의 합당                                                | ±4          | 새누리당 154석 민주통합당 127석 진보정의당 7석 통합진보당 6석 무소속 6석                         |
| 2012년 11월 7일  | 성완종 | 선진통일당 → 새누리당       | 충남 서산시·태안군                       | 새누리당과 자유선진당와의 합당                                                | ±4          | 새누리당 154석 민주통합당 127석 진보정의당 7석 통합진보당 6석 무소속 6석                         |
| 2012년 11월 7일  | 문정림 | 선진통일당 → 새누리당       | 비례대표                                 | 새누리당과 자유선진당와의 합당                                                | ±4          | 새누리당 154석 민주통합당 127석 진보정의당 7석 통합진보당 6석 무소속 6석                         |
| 2012년 11월 7일  | 김영주 | 선진통일당 → 새누리당       | 비례대표                                 | 새누리당과 자유선진당와의 합당                                                | ±4          | 새누리당 154석 민주통합당 127석 진보정의당 7석 통합진보당 6석 무소속 6석                         |
| 2012년 12월 10일 | 박근혜 | 새누리당                    | 비례대표                                 | 18대 대선 출마의 사유로 의원직 사퇴                                           | -1          | 새누리당 154석 민주통합당 127석 진보정의당 7석 통합진보당 6석 무소속 6석                         |
| 2012년 12월 10일 | 이운룡 | 새누리당                    | 비례대표                                 | 박근혜 의원직 사퇴에 따라 이운룡 승계                                         | +1          | 새누리당 154석 민주통합당 127석 진보정의당 7석 통합진보당 6석 무소속 6석                         |
| 2013년 2월 14일  | 노회찬 | 진보정의당                  | 서울 노원구 병                           | 통신비밀보호법 위반으로 대법원에서 의원직 상실                                | -1          | 새누리당 153석 민주통합당 127석 통합진보당 6석 진보정의당 6석 무소속 6석                         |
| 2013년 2월 14일  | 이재균 | 새누리당                    | 부산 영도구                              | 선거사무장의 공직선거법 위반으로 대법원에서 당선 무효형 확정                  | -1          | 새누리당 153석 민주통합당 127석 통합진보당 6석 진보정의당 6석 무소속 6석                         |
| 2013년 2월 28일  | 김근태 | 새누리당                    | 충남 부여군·청양군                       | 공직선거법 위반 혐의으로 인한 대법원에서 당선 무효형 확정                     | -1          | 새누리당 152석 민주통합당 127석 통합진보당 6석 진보정의당 6석 무소속 6석                         |
| 2013년 4월 25일  | 이완구 | 새누리당                    | 충남 부여군·청양군                       | 재·보궐선거 당선                                                              | +2          | 새누리당 154석 민주통합당 127석 통합진보당 6석 진보정의당 6석 무소속 7석                         |
| 2013년 4월 25일  | 김무성 | 새누리당                    | 부산 영도구                              | 재·보궐선거 당선                                                              | +2          | 새누리당 154석 민주통합당 127석 통합진보당 6석 진보정의당 6석 무소속 7석                         |
| 2013년 4월 25일  | 안철수 | 무소속                      | 서울 노원구 병                           | 재·보궐선거 당선                                                              | +1          | 새누리당 154석 민주통합당 127석 통합진보당 6석 진보정의당 6석 무소속 7석                         |
| 2013년 5월 4일   |        | 민주통합당→민주당           | 당명 변경                                |                                                                               |             | 새누리당 154석 민주당 127석 통합진보당 6석 정의당 6석 무소속 7석                                 |
| 2013년 5월 2일   | 강동원 | 진보정의당 → 무소속         | 전북 남원시·순창군                       | 진보정의당 탈당                                                               | ±1          | 새누리당 154석 민주당 127석 통합진보당 6석 진보정의당 5석 무소속 8석                             |
| 2013년 7월 21일  |        | 진보정의당→정의당           | 당명 변경                                |                                                                               |             | 새누리당 154석 민주당 127석 통합진보당 6석 정의당 5석 무소속 8석                                 |
| 2013년 7월 25일  | 김형태 | 무소속                      | 경북 포항시 남구·울릉군                  | 공직선거법 위반으로 대법원에서 당선 무효형 확정                               | -1          | 새누리당 154석 민주당 127석 통합진보당 6석 정의당 5석 무소속 7석                                 |
| 2013년 8월 25일  | 고희선 | 새누리당                    | 경기 화성시 갑                           | 폐암으로 인한 사망                                                            | -1          | 새누리당 153석 민주당 127석 통합진보당 6석 정의당 5석 무소속 7석                                 |
| 2013년 10월 31일 | 서청원 | 새누리당                    | 경기 화성시 갑                           | 재·보궐선거 당선                                                              | +2          | 새누리당 155석 민주당 127석 통합진보당 6석 정의당 5석 무소속 7석                                 |
| 2013년 10월 31일 | 박명재 | 새누리당                    | 경북 포항시 남구·울릉군                  | 재·보궐선거 당선                                                              | +2          | 새누리당 155석 민주당 127석 통합진보당 6석 정의당 5석 무소속 7석                                 |
| 2013년 12월 12일 | 김영주 | 새누리당                    | 비례대표                                 | 공직선거법 위반 혐의로 대법원에서 당선 무효형 확정                            | -1          | 새누리당 155석 민주당 127석 통합진보당 6석 정의당 5석 무소속 7석                                 |
| 2013년 12월 12일 | 황인자 | 새누리당                    | 비례대표                                 | 김영주 의원직 상실에 따라 황인자 승계                                         | +1          | 새누리당 155석 민주당 127석 통합진보당 6석 정의당 5석 무소속 7석                                 |
| 2014년 1월 16일  | 이재영 | 새누리당                    | 경기 평택시 을                           | 공직선거법 위반 및 업무상 횡령으로 대법원에서 당선 무효형 확정                | -1          | 새누리당 155석 민주당 126석 통합진보당 6석 정의당 5석 무소속 6석                                 |
| 2014년 1월 16일  | 신장용 | 민주당                      | 경기 수원시 을                           | 공직선거법 위반으로 대법원에서 당선 무효형 확정                               | -1          | 새누리당 155석 민주당 126석 통합진보당 6석 정의당 5석 무소속 6석                                 |
| 2014년 1월 16일  | 현영희 | 무소속                      | 비례대표                                 | 공직선거법 위반 및 정치자금법 위반으로 당선 무효                              | -1          | 새누리당 155석 민주당 126석 통합진보당 6석 정의당 5석 무소속 6석                                 |
| 2014년 1월 16일  | 박윤옥 | 새누리당                    | 비례대표                                 | 현영희 의원직 상실에 따라 박윤옥 승계                                         | +1          | 새누리당 155석 민주당 126석 통합진보당 6석 정의당 5석 무소속 6석                                 |
| 2014년 2월 20일  | 문대성 | 무소속 → 새누리당           | 부산 사하구 갑                           | 새누리당 복당                                                                 | ±1          | 새누리당 156석 민주당 126석 통합진보당 6석 정의당 5석 무소속 5석                                 |
| 2014년 3월 26일  | 안철수 | 무소속 → 새정치민주연합     | 서울 노원구 병                           | 새정치민주연합 창당                                                           | ±4          | 새누리당 156석 민주당 126석 통합진보당 6석 정의당 5석 새정치민주연합 4석 무소속 1석              |
| 2014년 3월 26일  | 송호창 | 무소속 → 새정치민주연합     | 경기 의왕시·과천시                       | 새정치민주연합 창당                                                           | ±4          | 새누리당 156석 민주당 126석 통합진보당 6석 정의당 5석 새정치민주연합 4석 무소속 1석              |
| 2014년 3월 26일  | 강동원 | 무소속 → 새정치민주연합     | 전북 남원시·순창군                       | 새정치민주연합 창당                                                           | ±4          | 새누리당 156석 민주당 126석 통합진보당 6석 정의당 5석 새정치민주연합 4석 무소속 1석              |
| 2014년 3월 26일  | 박주선 | 무소속 → 새정치민주연합     | 광주 동구                                | 새정치민주연합 창당                                                           | ±4          | 새누리당 156석 민주당 126석 통합진보당 6석 정의당 5석 새정치민주연합 4석 무소속 1석              |
| 2014년 3월 27일  |        | 민주당 → 새정치민주연합     | 105개 지역구 및 21개 비례대표 4개 지역구 | 민주당과 새정치민주연합와의 합당                                              | ±126        | 새누리당 156석 새정치민주연합 130석 통합진보당 6석 정의당 5석 무소속 1석                         |
| 2014년 5월 2일   | 이용섭 | 새정치민주연합 → 무소속     | 광주 광산구 을                           | 광주시장 전략 공천에 따른 반발로 새정치민주연합 탈당                          | ±1          | 새누리당 156석 새정치민주연합 129석 통합진보당 6석 정의당 5석 무소속 2석                         |
| 2014년 5월 15일  | 김기현 | 새누리당                    | 울산 남구 을                             | 울산시장 후보자로 등록에 따른 퇴직                                            | -7          | 새누리당 149석 새정치민주연합 127석 통합진보당 6석 정의당 5석 무소속 1석                         |
| 2014년 5월 15일  | 서병수 | 새누리당                    | 부산 해운대구·기장군 갑                  | 부산시장 후보자로 등록에 따른 퇴직                                            | -7          | 새누리당 149석 새정치민주연합 127석 통합진보당 6석 정의당 5석 무소속 1석                         |
| 2014년 5월 15일  | 박성효 | 새누리당                    | 대전 대덕구                              | 대전시장 후보자로 등록에 따른 퇴직                                            | -7          | 새누리당 149석 새정치민주연합 127석 통합진보당 6석 정의당 5석 무소속 1석                         |
| 2014년 5월 15일  | 유정복 | 새누리당                    | 경기 김포시                              | 인천시장 후보자로 등록에 따른 퇴직                                            | -7          | 새누리당 149석 새정치민주연합 127석 통합진보당 6석 정의당 5석 무소속 1석                         |
| 2014년 5월 15일  | 윤진식 | 새누리당                    | 충북 충주시                              | 충북지사 후보자로 등록에 따른 퇴직                                            | -7          | 새누리당 149석 새정치민주연합 127석 통합진보당 6석 정의당 5석 무소속 1석                         |
| 2014년 5월 15일  | 남경필 | 새누리당                    | 경기 수원시 병                           | 경기지사 후보자로 등록에 따른 퇴직                                            | -7          | 새누리당 149석 새정치민주연합 127석 통합진보당 6석 정의당 5석 무소속 1석                         |
| 2014년 5월 15일  | 정몽준 | 새누리당                    | 서울 동작구 을                           | 서울시장 후보자로 등록에 따른 퇴직 새누리당 원내 과반수 붕괴                  | -7          | 새누리당 149석 새정치민주연합 127석 통합진보당 6석 정의당 5석 무소속 1석                         |
| 2014년 5월 15일  | 이용섭 | 무소속                      | 광주 광산구 을                           | 광주시장 후보자로 등록에 따른 퇴직                                            | -1          | 새누리당 149석 새정치민주연합 127석 통합진보당 6석 정의당 5석 무소속 1석                         |
| 2014년 5월 15일  | 김진표 | 새정치민주연합              | 경기 수원시 정                           | 경기지사 후보자로 등록에 따른 퇴직                                            | -2          | 새누리당 149석 새정치민주연합 127석 통합진보당 6석 정의당 5석 무소속 1석                         |
| 2014년 5월 15일  | 이낙연 | 새정치민주연합              | 전남 담양군·함평군·영광군·장성군         | 전남지사 후보자로 등록에 따른 퇴직                                            | -2          | 새누리당 149석 새정치민주연합 127석 통합진보당 6석 정의당 5석 무소속 1석                         |
| 2014년 5월 29일  | 정의화 | 새누리당 → 무소속           | 부산 중구·동구                           | 국회의장 선출에 의해 새누리당 탈당                                            | ±2          | 새누리당 149석 새정치민주연합 127석 통합진보당 6석 정의당 5석 무소속 1석                         |
| 2014년 5월 29일  | 강창희 | 무소속 → 새누리당           | 대전 중구                                | 국회의장 퇴직에 따른 새누리당 복당                                            | ±2          | 새누리당 149석 새정치민주연합 127석 통합진보당 6석 정의당 5석 무소속 1석                         |
| 2014년 6월 12일  | 배기운 | 새정치민주연합              | 전남 나주시·화순군                       | 공직 선거법 위반에 대법원에서 의해 당선 무효형 확정                           | -1          | 새누리당 149석 새정치민주연합 126석 통합진보당 5석 정의당 5석 무소속 1석                         |
| 2014년 6월 12일  | 김선동 | 통합진보당                  | 전남 순천시·곡성군                       | 총포·도검·화약류등 단속법 위반에 따른 대법원에서 의원직 상실                  | -1          | 새누리당 149석 새정치민주연합 126석 통합진보당 5석 정의당 5석 무소속 1석                         |
| 2014년 6월 16일  | 안종범 | 새누리당                    | 비례대표                                 | 청와대 경제수석 임명에 따른 의원직 사퇴                                       | -1          | 새누리당 149석 새정치민주연합 126석 통합진보당 5석 정의당 5석 무소속 1석                         |
| 2014년 6월 16일  | 양창영 | 새누리당                    | 비례대표                                 | 안종범 의원직 사퇴에 따라 양창영 승계                                         | +1          | 새누리당 149석 새정치민주연합 126석 통합진보당 5석 정의당 5석 무소속 1석                         |
| 2014년 6월 18일  | 유승우 | 새누리당 → 무소속           | 경기 이천시                              | 공천 헌금 수수 의혹으로 제명되어 새누리당 탈당                                | ±1          | 새누리당 148석 새정치민주연합 126석 통합진보당 5석 정의당 5석 무소속 2석                         |
| 2014년 6월 26일  | 성완종 | 새누리당                    | 충남 서산시·태안군                       | 공직 선거법 위반에 따른 혐의로 대법원에서 당선 무효형 확정                    | -1          | 새누리당 147석 새정치민주연합 126석 통합진보당 5석 정의당 5석 무소속 2석                         |
| 2014년 7월 31일  | 나경원 | 새누리당                    | 서울 동작구 을                           | 재·보궐선거 당선 새누리당 원내 과반수 확보                                    | +11         | 새누리당 158석 새정치민주연합 130석 통합진보당 5석 정의당 5석 무소속 2석                         |
| 2014년 7월 31일  | 배덕광 | 새누리당                    | 부산 해운대구·기장군 갑                  | 재·보궐선거 당선 새누리당 원내 과반수 확보                                    | +11         | 새누리당 158석 새정치민주연합 130석 통합진보당 5석 정의당 5석 무소속 2석                         |
| 2014년 7월 31일  | 정용기 | 새누리당                    | 대전 대덕구                              | 재·보궐선거 당선 새누리당 원내 과반수 확보                                    | +11         | 새누리당 158석 새정치민주연합 130석 통합진보당 5석 정의당 5석 무소속 2석                         |
| 2014년 7월 31일  | 박맹우 | 새누리당                    | 울산 남구 을                             | 재·보궐선거 당선 새누리당 원내 과반수 확보                                    | +11         | 새누리당 158석 새정치민주연합 130석 통합진보당 5석 정의당 5석 무소속 2석                         |
| 2014년 7월 31일  | 정미경 | 새누리당                    | 경기 수원시 을                           | 재·보궐선거 당선 새누리당 원내 과반수 확보                                    | +11         | 새누리당 158석 새정치민주연합 130석 통합진보당 5석 정의당 5석 무소속 2석                         |
| 2014년 7월 31일  | 김용남 | 새누리당                    | 경기 수원시 병                           | 재·보궐선거 당선 새누리당 원내 과반수 확보                                    | +11         | 새누리당 158석 새정치민주연합 130석 통합진보당 5석 정의당 5석 무소속 2석                         |
| 2014년 7월 31일  | 유의동 | 새누리당                    | 경기 평택시 을                           | 재·보궐선거 당선 새누리당 원내 과반수 확보                                    | +11         | 새누리당 158석 새정치민주연합 130석 통합진보당 5석 정의당 5석 무소속 2석                         |
| 2014년 7월 31일  | 홍철호 | 새누리당                    | 경기 김포시                              | 재·보궐선거 당선 새누리당 원내 과반수 확보                                    | +11         | 새누리당 158석 새정치민주연합 130석 통합진보당 5석 정의당 5석 무소속 2석                         |
| 2014년 7월 31일  | 이종배 | 새누리당                    | 충북 충주시                              | 재·보궐선거 당선 새누리당 원내 과반수 확보                                    | +11         | 새누리당 158석 새정치민주연합 130석 통합진보당 5석 정의당 5석 무소속 2석                         |
| 2014년 7월 31일  | 김제식 | 새누리당                    | 충남 서산시·태안군                       | 재·보궐선거 당선 새누리당 원내 과반수 확보                                    | +11         | 새누리당 158석 새정치민주연합 130석 통합진보당 5석 정의당 5석 무소속 2석                         |
| 2014년 7월 31일  | 이정현 | 새누리당                    | 전남 순천시·곡성군                       | 재·보궐선거 당선 새누리당 원내 과반수 확보                                    | +11         | 새누리당 158석 새정치민주연합 130석 통합진보당 5석 정의당 5석 무소속 2석                         |
| 2014년 7월 31일  | 권은희 | 새정치민주연합              | 광주 광산구 을                           | 재·보궐선거 당선 새누리당 원내 과반수 확보                                    | +4          | 새누리당 158석 새정치민주연합 130석 통합진보당 5석 정의당 5석 무소속 2석                         |
| 2014년 7월 31일  | 박광온 | 새정치민주연합              | 경기 수원시 정                           | 재·보궐선거 당선 새누리당 원내 과반수 확보                                    | +4          | 새누리당 158석 새정치민주연합 130석 통합진보당 5석 정의당 5석 무소속 2석                         |
| 2014년 7월 31일  | 신정훈 | 새정치민주연합              | 전남 나주시·화순군                       | 재·보궐선거 당선 새누리당 원내 과반수 확보                                    | +4          | 새누리당 158석 새정치민주연합 130석 통합진보당 5석 정의당 5석 무소속 2석                         |
| 2014년 7월 31일  | 이개호 | 새정치민주연합              | 전남 담양군·함평군·영광군·장성군         | 재·보궐선거 당선 새누리당 원내 과반수 확보                                    | +4          | 새누리당 158석 새정치민주연합 130석 통합진보당 5석 정의당 5석 무소속 2석                         |
| 2014년 12월 19일 | 김미희 | 통합진보당                  | 경기 성남시 중원구                       | 헌법재판소가 위헌정당 판결로 해산되어 의원직 상실                             | -5          | 새누리당 158석 새정치민주연합 130석 정의당 5석 무소속 2석                                        |
| 2014년 12월 19일 | 오병윤 | 통합진보당                  | 광주 서구 을                             | 헌법재판소가 위헌정당 판결로 해산되어 의원직 상실                             | -5          | 새누리당 158석 새정치민주연합 130석 정의당 5석 무소속 2석                                        |
| 2014년 12월 19일 | 이상규 | 통합진보당                  | 서울 관악구 을                           | 헌법재판소가 위헌정당 판결로 해산되어 의원직 상실                             | -5          | 새누리당 158석 새정치민주연합 130석 정의당 5석 무소속 2석                                        |
| 2014년 12월 19일 | 김재연 | 통합진보당                  | 비례대표                                 | 헌법재판소가 위헌정당 판결로 해산되어 의원직 상실                             | -5          | 새누리당 158석 새정치민주연합 130석 정의당 5석 무소속 2석                                        |
| 2014년 12월 19일 | 이석기 | 통합진보당                  | 비례대표                                 | 헌법재판소가 위헌정당 판결로 해산되어 의원직 상실                             | -5          | 새누리당 158석 새정치민주연합 130석 정의당 5석 무소속 2석                                        |
| 2015년 3월 12일  | 안덕수 | 새누리당                    | 인천 서구·강화군 을                      | 대법원에서 회계 책임자의 선거법 위반으로 의원직 당선 무효형 확정              | -1          | 새누리당 157석 새정치민주연합 130석 정의당 5석 무소속 2석                                        |
| 2015년 4월 30일  | 오신환 | 새누리당                    | 서울 관악구 을                           | 재·보궐선거 당선                                                              | +3          | 새누리당 160석 새정치민주연합 130석 정의당 5석 무소속 3석                                        |
| 2015년 4월 30일  | 신상진 | 새누리당                    | 경기 성남시 중원구                       | 재·보궐선거 당선                                                              | +3          | 새누리당 160석 새정치민주연합 130석 정의당 5석 무소속 3석                                        |
| 2015년 4월 30일  | 안상수 | 새누리당                    | 인천 서구·강화군 을                      | 재·보궐선거 당선                                                              | +3          | 새누리당 160석 새정치민주연합 130석 정의당 5석 무소속 3석                                        |
| 2015년 4월 30일  | 천정배 | 무소속                      | 광주 서구 을                             | 재·보궐선거 당선                                                              | +1          | 새누리당 160석 새정치민주연합 130석 정의당 5석 무소속 3석                                        |
| 2015년 8월 3일   | 심학봉 | 새누리당 → 무소속           | 경북 구미시 갑                           | 성폭행 관련 의혹으로 인해 새누리당 탈당                                       | ±1          | 새누리당 159석 새정치민주연합 130석 정의당 5석 무소속 4석                                        |
| 2015년 8월 4일   | 김현숙 | 새누리당                    | 비례대표                                 | 청와대 고용복지수석 임명에 따른 의원직 사퇴                                   | -1          | 새누리당 159석 새정치민주연합 130석 정의당 5석 무소속 4석                                        |
| 2015년 8월 4일   | 장정은 | 새누리당                    | 비례대표                                 | 김현숙 의원직 사퇴에 따라 장정은 승계                                         | +1          | 새누리당 159석 새정치민주연합 130석 정의당 5석 무소속 4석                                        |
| 2015년 8월 10일  | 박기춘 | 새정치민주연합 → 무소속     | 경기 남양주시 을                         | 뇌물 수수 혐의에 따른 새정치민주연합 탈당                                     | ±1          | 새누리당 159석 새정치민주연합 129석 정의당 5석 무소속 5석                                        |
| 2015년 8월 20일  | 한명숙 | 새정치민주연합              | 비례대표                                 | 정치자금법 위반 혐의으로 대법원에서 의원직 상실                               | -1          | 새누리당 159석 새정치민주연합 129석 정의당 5석 무소속 5석                                        |
| 2015년 8월 20일  | 신문식 | 새정치민주연합              | 비례대표                                 | 한명숙 의원직 상실에 따라 신문식 승계                                         | +1          | 새누리당 159석 새정치민주연합 129석 정의당 5석 무소속 5석                                        |
| 2015년 9월 23일  | 박주선 | 새정치민주연합 → 무소속     | 광주 동구                                | 새정치민주연합 탈당                                                           | ±1          | 새누리당 159석 새정치민주연합 128석 정의당 5석 무소속 6석                                        |
| 2015년 10월 12일 | 심학봉 | 무소속                      | 경북 구미시 갑                           | 국회의원 제명안 처리를 앞두고 의원직 사퇴                                     | -1          | 새누리당 159석 새정치민주연합 128석 정의당 5석 무소속 5석                                        |
| 2015년 11월 12일 | 송광호 | 새누리당                    | 충북 제천시·단양군                       | 철도비리 혐의으로 대법원에서 의원직 상실                                      | -1          | 새누리당 158석 새정치민주연합 127석 정의당 5석 무소속 5석                                        |
| 2015년 11월 12일 | 김재윤 | 새정치민주연합              | 제주 서귀포시                            | 입법로비 혐의으로 대법원에서 의원직 상실                                      | -1          | 새누리당 158석 새정치민주연합 127석 정의당 5석 무소속 5석                                        |
| 2015년 11월 27일 | 조현룡 | 새누리당                    | 경남 의령군·함안군·합천군                | 철도비리 혐의으로 대법원에서 의원직 상실                                      | -1          | 새누리당 157석 새정치민주연합 127석 정의당 5석 무소속 5석                                        |
| 2015년 12월 13일 | 안철수 | 새정치민주연합 → 무소속     | 서울 노원구 병                           | 새정치민주연합 탈당                                                           | ±1          | 새누리당 157석 새정치민주연합 126석 정의당 5석 무소속 6석                                        |
| 2015년 12월 15일 | 유성엽 | 새정치민주연합 → 무소속     | 전북 정읍시                              | 새정치민주연합 탈당                                                           | ±2          | 새누리당 157석 새정치민주연합 124석 정의당 5석 무소속 8석                                        |
| 2015년 12월 15일 | 문병호 | 새정치민주연합 → 무소속     | 인천 부평구 갑                           | 새정치민주연합 탈당                                                           | ±2          | 새누리당 157석 새정치민주연합 124석 정의당 5석 무소속 8석                                        |
| 2015년 12월 17일 | 황주홍 | 새정치민주연합 → 무소속     | 전남 장흥군·강진군·영암군                | 새정치민주연합 탈당                                                           | ±1          | 새누리당 157석 새정치민주연합 123석 정의당 5석 무소속 9석                                        |
| 2015년 12월 20일 | 김동철 | 새정치민주연합 → 무소속     | 광주 광산구 갑                           | 새정치민주연합 탈당                                                           | ±1          | 새누리당 157석 새정치민주연합 122석 정의당 5석 무소속 10석                                       |
| 2015년 12월 23일 | 임내현 | 새정치민주연합 → 무소속     | 광주 북구 을                             | 새정치민주연합 탈당                                                           | ±1          | 새누리당 157석 새정치민주연합 121석 정의당 5석 무소속 11석                                       |
| 2015년 12월 24일 | 박상은 | 새누리당                    | 인천 중구·동구·옹진군                    | 공직선거법 위반 및 정치자금법 위반으로 당선 무효                              | -1          | 새누리당 156석 새정치민주연합 121석 정의당 5석 무소속 11석                                       |
| 2015년 12월 28일 | 최재천 | 새정치민주연합 → 무소속     | 서울 성동구 갑                           | 새정치민주연합 탈당                                                           | ±2          | 새누리당 156석 새정치민주연합 119석 정의당 5석 무소속 13석                                       |
| 2015년 12월 28일 | 권은희 | 새정치민주연합 → 무소속     | 광주 광산구 을                           | 새정치민주연합 탈당                                                           | ±2          | 새누리당 156석 새정치민주연합 119석 정의당 5석 무소속 13석                                       |
| 2015년 12월 28일 |        | 새정치민주연합→더불어민주당 | 당명 변경                                |                                                                               |             | 새누리당 156석 더불어민주당 119석 정의당 5석 무소속 13석                                         |
| 2016년 1월 3일   | 김한길 | 더불어민주당 → 무소속       | 서울 광진구 갑                           | 더불어민주당 탈당                                                             | ±1          | 새누리당 156석 더불어민주당 118석 정의당 5석 무소속 14석                                         |
| 2016년 1월 8일   | 김영환 | 더불어민주당 → 무소속       | 경기 안산시 상록구 을                    | 더불어민주당 탈당                                                             | ±1          | 새누리당 156석 더불어민주당 117석 정의당 5석 무소속 15석                                         |
| 2016년 1월 11일  | 김관영 | 더불어민주당 → 무소속       | 전북 군산시                              | 더불어민주당 탈당                                                             | ±1          | 새누리당 156석 더불어민주당 116석 정의당 5석 무소속 16석                                         |
| 2016년 1월 12일  | 최원식 | 더불어민주당 → 무소속       | 인천 계양구 을                           | 더불어민주당 탈당                                                             | ±1          | 새누리당 156석 더불어민주당 115석 정의당 5석 무소속 17석                                         |
| 2016년 1월 13일  | 장병완 | 더불어민주당 → 무소속       | 광주 남구                                | 더불어민주당 탈당                                                             | ±2          | 새누리당 156석 더불어민주당 113석 정의당 5석 무소속 19석                                         |
| 2016년 1월 13일  | 주승용 | 더불어민주당 → 무소속       | 전남 여수시 을                           | 더불어민주당 탈당                                                             | ±2          | 새누리당 156석 더불어민주당 113석 정의당 5석 무소속 19석                                         |
| 2016년 1월 14일  | 신학용 | 더불어민주당 → 무소속       | 인천 계양구 갑                           | 더불어민주당 탈당                                                             | ±2          | 새누리당 156석 더불어민주당 111석 정의당 5석 무소속 21석                                         |
| 2016년 1월 14일  | 김승남 | 더불어민주당 → 무소속       | 전남 고흥군·보성군                       | 더불어민주당 탈당                                                             | ±2          | 새누리당 156석 더불어민주당 111석 정의당 5석 무소속 21석                                         |
| 2016년 1월 19일  | 조경태 | 더불어민주당 → 무소속       | 부산 사하구 을                           | 더불어민주당 탈당                                                             | ±1          | 새누리당 156석 더불어민주당 110석 정의당 5석 무소속 22석                                         |
| 2016년 1월 19일  | 강은희 | 새누리당                    | 비례대표                                 | 여성가족부 장관 임명후 의원직 사퇴                                            | ±1          | 새누리당 156석 더불어민주당 110석 정의당 5석 무소속 22석                                         |
| 2016년 1월 19일  | 정윤숙 | 새누리당                    | 비례대표                                 | 강은희 의원직 사퇴에 따라 정윤숙 승계                                         | ±1          | 새누리당 156석 더불어민주당 110석 정의당 5석 무소속 22석                                         |
| 2016년 1월 21일  | 조경태 | 무소속 → 새누리당           | 부산 사하구 을                           | 새누리당 입당                                                                 | ±1          | 새누리당 157석 더불어민주당 110석 정의당 5석 무소속 21석                                         |
| 2016년 1월 22일  | 박지원 | 더불어민주당 → 무소속       | 전남 목포시                              | 더불어민주당 탈당                                                             | ±1          | 새누리당 157석 더불어민주당 109석 정의당 5석 무소속 22석                                         |
| 2016년 2월 2일   | 김한길 | 무소속 → 국민의당           | 서울 광진구 갑                           | 국민의당 창당                                                                 | ±17         | 새누리당 157석 더불어민주당 109석 국민의당 17석 정의당 5석 무소속 5석                            |
| 2016년 2월 2일   | 안철수 | 무소속 → 국민의당           | 서울 노원구 병                           | 국민의당 창당                                                                 | ±17         | 새누리당 157석 더불어민주당 109석 국민의당 17석 정의당 5석 무소속 5석                            |
| 2016년 2월 2일   | 문병호 | 무소속 → 국민의당           | 인천 부평구 갑                           | 국민의당 창당                                                                 | ±17         | 새누리당 157석 더불어민주당 109석 국민의당 17석 정의당 5석 무소속 5석                            |
| 2016년 2월 2일   | 신학용 | 무소속 → 국민의당           | 인천 계양구 갑                           | 국민의당 창당                                                                 | ±17         | 새누리당 157석 더불어민주당 109석 국민의당 17석 정의당 5석 무소속 5석                            |
| 2016년 2월 2일   | 최원식 | 무소속 → 국민의당           | 인천 계양구 을                           | 국민의당 창당                                                                 | ±17         | 새누리당 157석 더불어민주당 109석 국민의당 17석 정의당 5석 무소속 5석                            |
| 2016년 2월 2일   | 박주선 | 무소속 → 국민의당           | 광주 동구                                | 국민의당 창당                                                                 | ±17         | 새누리당 157석 더불어민주당 109석 국민의당 17석 정의당 5석 무소속 5석                            |
| 2016년 2월 2일   | 천정배 | 무소속 → 국민의당           | 광주 서구 을                             | 국민의당 창당                                                                 | ±17         | 새누리당 157석 더불어민주당 109석 국민의당 17석 정의당 5석 무소속 5석                            |
| 2016년 2월 2일   | 장병완 | 무소속 → 국민의당           | 광주 남구                                | 국민의당 창당                                                                 | ±17         | 새누리당 157석 더불어민주당 109석 국민의당 17석 정의당 5석 무소속 5석                            |
| 2016년 2월 2일   | 임내현 | 무소속 → 국민의당           | 광주 북구 을                             | 국민의당 창당                                                                 | ±17         | 새누리당 157석 더불어민주당 109석 국민의당 17석 정의당 5석 무소속 5석                            |
| 2016년 2월 2일   | 김동철 | 무소속 → 국민의당           | 광주 광산구 갑                           | 국민의당 창당                                                                 | ±17         | 새누리당 157석 더불어민주당 109석 국민의당 17석 정의당 5석 무소속 5석                            |
| 2016년 2월 2일   | 권은희 | 무소속 → 국민의당           | 광주 광산구 을                           | 국민의당 창당                                                                 | ±17         | 새누리당 157석 더불어민주당 109석 국민의당 17석 정의당 5석 무소속 5석                            |
| 2016년 2월 2일   | 김영환 | 무소속 → 국민의당           | 경기 안산시 상록구 을                    | 국민의당 창당                                                                 | ±17         | 새누리당 157석 더불어민주당 109석 국민의당 17석 정의당 5석 무소속 5석                            |
| 2016년 2월 2일   | 김관영 | 무소속 → 국민의당           | 전북 군산시                              | 국민의당 창당                                                                 | ±17         | 새누리당 157석 더불어민주당 109석 국민의당 17석 정의당 5석 무소속 5석                            |
| 2016년 2월 2일   | 유성엽 | 무소속 → 국민의당           | 전북 정읍시                              | 국민의당 창당                                                                 | ±17         | 새누리당 157석 더불어민주당 109석 국민의당 17석 정의당 5석 무소속 5석                            |
| 2016년 2월 2일   | 주승용 | 무소속 → 국민의당           | 전남 여수시 을                           | 국민의당 창당                                                                 | ±17         | 새누리당 157석 더불어민주당 109석 국민의당 17석 정의당 5석 무소속 5석                            |
| 2016년 2월 2일   | 김승남 | 무소속 → 국민의당           | 전남 고흥군·보성군                       | 국민의당 창당                                                                 | ±17         | 새누리당 157석 더불어민주당 109석 국민의당 17석 정의당 5석 무소속 5석                            |
| 2016년 2월 2일   | 황주홍 | 무소속 → 국민의당           | 전남 장흥군·강진군·영암군                | 국민의당 창당                                                                 | ±17         | 새누리당 157석 더불어민주당 109석 국민의당 17석 정의당 5석 무소속 5석                            |
| 2016년 2월 14일  | 신기남 | 더불어민주당 → 무소속       | 서울 강서구 갑                           | 더불어민주당 탈당                                                             | ±1          | 새누리당 157석 더불어민주당 108석 국민의당 17석 정의당 5석 무소속 6석                            |
| 2016년 2월 29일  | 전정희 | 더불어민주당 → 무소속       | 전북 익산시 을                           | 더불어민주당 탈당                                                             | ±1          | 새누리당 157석 더불어민주당 107석 국민의당 17석 정의당 5석 무소속 7석                            |
| 2016년 3월 2일   | 전정희 | 무소속 → 국민의당           | 전북 익산시 을                           | 국민의당 입당                                                                 | ±1          | 새누리당 157석 더불어민주당 107석 국민의당 18석 정의당 5석 무소속 6석                            |
| 2016년 3월 4일   | 박지원 | 무소속 → 국민의당           | 전남 목포시                              | 국민의당 입당                                                                 | ±1          | 새누리당 157석 더불어민주당 107석 국민의당 19석 정의당 5석 무소속 5석                            |
| 2016년 3월 9일   | 김태환 | 새누리당 → 무소속           | 경북 구미시 을                           | 새누리당 탈당                                                                 | ±1          | 새누리당 156석 더불어민주당 107석 국민의당 19석 정의당 5석 무소속 6석                            |
| 2016년 3월 14일  | 강동원 | 더불어민주당 → 무소속       | 전북 남원시·순창군                       | 더불어민주당 탈당                                                             | ±1          | 새누리당 156석 더불어민주당 106석 국민의당 19석 정의당 5석 무소속 7석                            |
| 2016년 3월 15일  | 정호준 | 더불어민주당 → 무소속       | 서울 중구                                | 더불어민주당 탈당                                                             | ±2          | 새누리당 156석 더불어민주당 104석 국민의당 19석 정의당 5석 무소속 9석                            |
| 2016년 3월 15일  | 이해찬 | 더불어민주당 → 무소속       | 세종특별자치시                           | 더불어민주당 탈당                                                             | ±2          | 새누리당 156석 더불어민주당 104석 국민의당 19석 정의당 5석 무소속 9석                            |
| 2016년 3월 16일  | 정호준 | 무소속 → 국민의당           | 서울 중구                                | 국민의당 입당 국민의당 원내 교섭단체 지위권 획득 원내 교섭 단체 3당 체제 전환 | ±1          | 새누리당 156석 더불어민주당 104석 국민의당 20석 정의당 5석 무소속 8석                            |
| 2016년 3월 17일  | 진영   | 새누리당 → 무소속           | 서울 용산구                              | 새누리당 탈당                                                                 | ±1          | 새누리당 155석 더불어민주당 103석 국민의당 21석 정의당 5석 민주당 1석 무소속 8석                 |
| 2016년 3월 17일  | 부좌현 | 더불어민주당 → 국민의당     | 경기 안산시 단원구 을                    | 당적변경                                                                      | ±1          | 새누리당 155석 더불어민주당 103석 국민의당 21석 정의당 5석 민주당 1석 무소속 8석                 |
| 2016년 3월 17일  | 신기남 | 무소속 → 민주당             | 서울 강서구 갑                           | 민주당 입당                                                                   | ±1          | 새누리당 155석 더불어민주당 103석 국민의당 21석 정의당 5석 민주당 1석 무소속 8석                 |
| 2016년 3월 18일  | 안상수 | 새누리당 → 무소속           | 인천 서구·강화군 을                      | 새누리당 탈당                                                                 | ±2          | 새누리당 153석 더불어민주당 102석 국민의당 21석 정의당 5석 민주당 1석 무소속 10석                |
| 2016년 3월 18일  | 조해진 | 새누리당 → 무소속           | 경남 밀양시·창녕군                       | 새누리당 탈당                                                                 | ±2          | 새누리당 153석 더불어민주당 102석 국민의당 21석 정의당 5석 민주당 1석 무소속 10석                |
| 2016년 3월 18일  | 홍의락 | 더불어민주당                | 비례대표                                 | 더불어민주당 탈당으로 인해 의원직 상실                                        | -1          | 새누리당 153석 더불어민주당 102석 국민의당 21석 정의당 5석 민주당 1석 무소속 10석                |
| 2016년 3월 20일  | 진영   | 무소속 → 더불어민주당       | 서울 용산구                              | 더불어민주당 입당                                                             | ±1          | 새누리당 153석 더불어민주당 103석 국민의당 21석 정의당 5석 민주당 1석 무소속 9석                 |
| 2016년 3월 21일  | 권은희 | 새누리당 → 무소속           | 대구 북구 갑                             | 새누리당 탈당                                                                 | ±1          | 새누리당 152석 더불어민주당 103석 국민의당 21석 정의당 5석 민주당 1석 무소속 10석                |
| 2016년 3월 22일  | 윤상현 | 새누리당 → 무소속           | 인천 남구 을                             | 새누리당 탈당 새누리당 원내 과반수 상실                                       | ±2          | 새누리당 150석 더불어민주당 103석 국민의당 21석 정의당 5석 민주당 1석 무소속 12석                |
| 2016년 3월 22일  | 강길부 | 새누리당 → 무소속           | 울산 울주군                              | 새누리당 탈당 새누리당 원내 과반수 상실                                       | ±2          | 새누리당 150석 더불어민주당 103석 국민의당 21석 정의당 5석 민주당 1석 무소속 12석                |
| 2016년 3월 23일  | 이재오 | 새누리당 → 무소속           | 서울 은평구 을                           | 새누리당 탈당                                                                 | ±4          | 새누리당 146석 더불어민주당 103석 국민의당 21석 정의당 5석 민주당 1석 무소속 16석                |
| 2016년 3월 23일  | 류성걸 | 새누리당 → 무소속           | 대구 동구 갑                             | 새누리당 탈당                                                                 | ±4          | 새누리당 146석 더불어민주당 103석 국민의당 21석 정의당 5석 민주당 1석 무소속 16석                |
| 2016년 3월 23일  | 유승민 | 새누리당 → 무소속           | 대구 동구 을                             | 새누리당 탈당                                                                 | ±4          | 새누리당 146석 더불어민주당 103석 국민의당 21석 정의당 5석 민주당 1석 무소속 16석                |
| 2016년 3월 23일  | 주호영 | 새누리당 → 무소속           | 대구 수성구 을                           | 새누리당 탈당                                                                 | ±4          | 새누리당 146석 더불어민주당 103석 국민의당 21석 정의당 5석 민주당 1석 무소속 16석                |
| 2016년 3월 25일  | 이윤석 | 더불어민주당 → 기독자유당   | 전남 무안군·신안군                       | 당적변경                                                                      | ±1          | 새누리당 146석 더불어민주당 102석 국민의당 21석 정의당 5석 기독자유당 1석 민주당 1석 무소속 16석 |
| 2016년 3월 28일  | 김승남 | 국민의당 → 무소속           | 전남 고흥군·보성군                       | 국민의당 탈당                                                                 | ±1          | 새누리당 146석 더불어민주당 102석 국민의당 20석 정의당 5석 기독자유당 1석 민주당 1석 무소속 17석 |
| 2016년 3월 31일  | 김승남 | 무소속 → 더불어민주당       | 전남 고흥군·보성군                       | 더불어민주당 복당                                                             | ±1          | 새누리당 146석 더불어민주당 103석 국민의당 20석 정의당 5석 기독자유당 1석 민주당 1석 무소속 16석 |
| 2016년 4월 28일  | 이윤석 | 기독자유당 → 무소속         | 전남 무안군·신안군                       | 기독자유당 탈당                                                               | ±1          | 새누리당 146석 더불어민주당 103석 국민의당 20석 정의당 5석 민주당 1석 무소속 17석                |
| 2016년 5월 19일  | 강석훈 | 새누리당                    | 서울 서초구 을                           | 청와대 경제수석 임명으로 의원직 사퇴                                          | -1          | 새누리당 145석 더불어민주당 103석 국민의당 20석 정의당 5석 민주당 1석 무소속 17석                |

## 같이 보기
- 대한민국 제19대 국회의원 목록
- 대한민국 제19대 총선